# Katharine Ross
Pour les articles homonymes, voir Ross.
Katharine Ross, née le 29 janvier 1940 à Hollywood est une actrice et autrice américaine, qui a joué dans de nombreux films comme au théâtre.
Elle a eu le rôle principal dans trois des films les plus populaires des années 1960 et 1970 : elle a joué le rôle d’Elaine Robinson dans Le Lauréat (1967), pour lequel elle a reçu une nomination à l’Oscar de la meilleure actrice dans un second rôle ; elle a joué le rôle d’Etta Place dans Butch Cassidy et le Kid (1969), pour lequel elle a gagné un BAFTA (British Academy Film Award) de la meilleure actrice ; et elle a joué le rôle de Joanna Eberhart dans Les Femmes de Stepford.
Elle a remporté un Golden Globe pour son rôle dans Le Voyage des damnés en 1976.

## Biographie

### Jeunesses et premières années
Katharine Juliet Ross est née le 29 janvier 1940 à Hollywood, en Californie, alors que son père, Dudley Ross, était dans la marine. Il avait aussi travaillé pour l'agence de presse américaine Associated Press.
Sa famille s’est installée un peu plus tard à Walnut Creek, en Californie, à l’est de San Francisco, et elle a obtenu son diplôme au lycée de Las Lomas (en) en 1957. Ross était une cavalière passionnée durant sa jeunesse et était amie avec Casey Tibbs, qui était passionné par les rodéos.
Elle a étudié à l'université de Santa Rosa Junior (en) pendant un an (1957-1958) où elle a découvert le métier d’actrice grâce à une mise en scène de Le Roi et moi.
Elle a quitté l’université et a déménagé à San Francisco pour étudier la comédie. Elle a rejoint The Actors Workshop, un programme prestigieux du sud de la Californie et elle y est restée pendant trois ans (1959-1962),, y travaillant en tant que doublure. Elle est apparue nue sur scène pour un rôle dans Le Balcon de Jean Genet.
En 1964, elle a été choisie par John Houseman pour jouer le rôle de Cordelia dans une mise en scène de la pièce Le Roi Lear,. Durant son séjour à The Actors Workshop, elle a commencé à jouer de petits rôles dans des séries télévisées tournées à Los Angeles afin d’arrondir ses fins de mois.
C’est le studio Metro-Goldwyn-Mayer qui lui a permis de se rendre à Hollywood. Après une rupture de contrat avec ce studio, elle a travaillé avec Universal.

### Carrière
Ross a tenté sans succès d’obtenir un rôle dans West Side Story (1961) ; son premier rôle à la télévision a été dans Sam Benedict en 1962. Elle a ensuite été prise en charge par l’agent Wally Hiller et en 1964, Ross est apparue dans des épisodes de séries telles que Arrest and Trial (en), Le Virginien et Gunsmoke.
Elle a passé une audition pour The Young Lovers (en) et a obtenu son premier rôle dans un film avec Les Prairies de l'honneur. En 1966, elle a obtenu un des rôles principaux de Mister Buddwing avec la MGM et a donné la réplique à James Garner. Elle est aussi apparue dans l'épisode To Light a Candle de la série télévisée The Road West (en), un western avec Barry Sullivan produit par la NBC.

### Succès publics, télévision et théâtre
En 1967 elle a joué dans le film Le Diable à trois. Ross a connu un grand succès grâce à ses rôles dans deux des films devenu des classiques du cinéma. Elle  incarne Elaine Robinson dans Le Lauréat (1967) face à Dustin Hoffman et elle tient également le rôle d’Etta Place dans Butch Cassidy et le Kid (1969) aux côtés de Paul Newman et Robert Redford.
Après avoir joué le rôle de la petite amie de Dustin Hoffman dans Le Lauréat, rôle pour lequel elle a obtenu une nomination aux Oscars et un Golden Globe en tant que révélation féminine de l’année, elle a déclaré, « Je ne suis pas une star de cinéma... ce système est à l’agonie et j’aimerais bien l’aider à disparaître. ».
Ross a ainsi refusé de nombreux rôles, puis a fini par accepter de jouer dans Butch Cassidy et le Kid. Après cela, elle a refusé de nombreux autres rôles, notamment un rôle dans La Tour infernale. Elle a perdu son contrat avec Universal au printemps 1969 pour avoir refusé de jouer une hôtesse de l’air dans Airport.
Préférant les planches, Ross est retournée à Los Angeles a joué dans de petits théâtres durant la plus grande partie des années 1970. L’un de ses rôles les plus connus de cette période a été Les femmes de Stepford en 1975 pour lequel elle a remporté le Saturn Award de la meilleure actrice.
Elle a à nouveau incarné Etta Place dans un téléfilm de 1976, On recherche la femme de Sundance. Elle a remporté le Golden Globe de la meilleure actrice dans un second rôle pour avoir joué dans le film Le Voyage des damnés en 1976.
Elle a joué dans de nombreux téléfilms comme Murder by Natural Causes en 1979 avec Hal Holbrook, Barry Bostwick et Richard Anderson, Rodeo Girl in 1980, Les feux de la passion en 1981 avec Sam Eliott et Farrah Fawcett et elle a joué dans la série Dynastie 2 : Les Colby en incarnant Francesca Scott Colby aux côtés de Charlton Heston.
Beaucoup moins présente publiquement à partir des années 1990, elle interprète le rôle de la thérapeute de Donnie dans le film Donnie Darko en 2001, ainsi qu'une voix pour la série animée American Dad! en 2016.
Ross a aussi publié plusieurs livres pour enfants.

### Vie privée
L’actrice a été mariée à cinq reprises. Son premier mariage a été avec l’acteur Joel Fabiani, de 1960 à 1962.
Elle a ensuite été mariée à John Marion de 1964 à 1967.
En 1969, Ross a épousé le directeur de la photographie Conrad Hall qui a remporté trois Oscars. Ils se sont rencontrés sur le plateau de Butch Cassidy et le Kid et se sont séparés en 1973.
Elle a été mariée de 1975 à 1979 à Gaetano « Tom » Lisi qu’elle a rencontré pendant qu’elle jouait dans Les Femmes de Stepford.
Ross a enfin épousé l’acteur Sam Elliott qu’elle a lui aussi rencontré en 1969 sur le tournage de Butch Cassidy et le Kid. Le couple s’est retrouvé sur le tournage de Psychose phase 3 (1978). C’est en mai 1984 qu’ils se marient, quatre mois avant la naissance de leur seul enfant, leur fille Cleo Rose Elliott,.

## Filmographie

### Cinéma
- 1965 : Les Prairies de l'honneur (Shenandoah), d'Andrew V. McLaglen : Mme Ann Anderson
- 1966 : Dominique (The Singing Nun), d'Henry Koster : Nicole Arlien
- 1966 : Mister Buddwing, de Delbert Mann : Janet / Grace #1
- 1967 : Le Diable à trois (Games), de Curtis Harrington : Jennifer Montgomery
- 1967 : Le Lauréat (The Graduate), de Mike Nichols : Elaine Robinson
- 1968 : Les Feux de l'enfer (Hellfighters), d'Andrew V. McLaglen : Tish Buckman
- 1969 : Butch Cassidy et le Kid (Butch Cassidy and the Sundance Kid), de George Roy Hill : Etta Place
- 1969 : Willie Boy (Tell Them Willie Boy Is Here), d'Abraham Polonsky : Lola
- 1970 : Pauvres Fous (en) (Fools), de Tom Gries : Anais Appleton
- 1972 : Get to Know Your Rabbit, de Brian De Palma : Terrific-Looking Girl
- 1972 : Ils ne tuent que leurs maîtres (They Only Kill Their Masters), de James Goldstone : Kate Bingham, la nurse du Dr Watkins
- 1974 : Le Hasard et la Violence, de Philippe Labro : Dr Constance Weber
- 1975 : Les Femmes de Stepford (The Stepford Wives), de Bryan Forbes : Joanna Eberhart
- 1976 : Le Voyage des damnés (Voyage of the Damned), de Stuart Rosenberg : Mira Hauser
- 1978 : Betsy (The Betsy), de Daniel Petrie : Sally Hardeman
- 1978 : L'Inévitable Catastrophe (The Swarm), d'Irwin Allen : Capt. Helena Anderson
- 1978 : Psychose phase 3 (The Legacy), de Richard Marquand : Margaret Walsh
- 1980 : Nimitz, retour vers l'enfer (The Final Countdown), de Don Taylor : Laurel Scott
- 1982 : Meurtres en direct (Wrong Is Right), de Richard Brooks : Sally Blake
- 1986 : Red Headed Stranger, de William D. Wittliff : Laurie
- 1991 : Extrême poursuite (A Climate for Killing), de J.S. Cardone : Grace Hines
- 1997 : Home Before Dark de Maureen Foley : Rose
- 2001 : Donnie Darko, de Richard Kelly : Dr Lilian Thurman
- 2002 : Don't Let Go (en), de Max Myers : Charlene Stevens
- 2017 : The Hero, de Brett Haley : Valarie Hayden

### Télévision
- 1963 : Sam Benedict (en), de Lamont Johnson (série télévisée) : Teresa Parrelli (Saison 1, Épisode 2 "A Split Week in San Quentin")
- 1963 : Kraft Suspense Theatre, d'Elliot Silverstein (série télévisée) : Janet Bollington (Saison 1, Épisode 5 "Are There Any More Out There Like You?")
- 1963 : The Lieutenant, de John Brahm (série télévisée) : Elizabeth (Saison 1, Épisode 11 "Fall from a White Horse")
- 1963 : Suspicion (The Alfred Hitchcock Hour), de Bernard Girard (TV) : Carol Brandt (Saison 2, Épisode 9 "The Dividing Wall")
- 1964 : Arrest and Trial (en), de Jack Smight (série télévisée) : Marietta Valera (Saison 1, Épisode 16 "Signals of an Ancient Flame")
- 1964 : Ben Casey, d'Irving Lerner (série télévisée) : Marie Costeau (Saison 3, Épisode 33 "The Evidence of Things Not Seen")
- 1964 : Le Virginien (The Virginian), de Don McDougall (série télévisée) : (Saison 3, Épisode 2 "The Dark Challenge")
- 1964 : Gunsmoke, d'Andrew V. McLaglen (série télévisée) : Susan (Saison 10, Épisode 2 "Crooked Mile")
- 1965 : Mr. Novak (en), de Joseph Sargent (série télévisée) : Mme Bellway (Saison 2, Épisode 19 "Faculty Follies: Part 2")
- 1965 : La Grande Caravane (Wagon Train), de Allen H. Miner (en) (série télévisée) : Bonnie Brooke (Saison 8, Épisode 19 "The Bonnie Brooke Story")
- 1965 : Bob Hope Presents the Chrysler Theatre (en), de John Brahm (série télévisée) : Gloria (Saison 2, Épisode 16 "Terror Island")
- 1965 : Gunsmoke, de Mark Rydell (série télévisée) : Liz Beaumont (Saison 10, Épisode 27 "The Lady")
- 1965 : Match contre la vie (Run for Your Life), de Robert Butler & Leslie H. Martinson (série télévisée) : Laura Beaumont (Saison 1, Épisode 1 "The Cold, Cold War of Paul Bryan")
- 1965 : La Grande Vallée (The Big Valley), de Richard C. Sarafian (série télévisée) : Maria (Saison 1, Épisode 7 "Winner Lose All")
- 1965 : The Loner (en), de Joseph Pevney (série télévisée) : Sue Sullivan (Saison 1, Épisode 7 "Widow on the Evening Stage")
- 1965 : Les Mystères de l'Ouest (The Wild Wild West), de Don Taylor (série télévisée) : Sheila Parnell (Saison 1, Épisode 9 "La Nuit du Couteau à double tranchant")
- 1966 : Preview Tonight (en) (série télévisée) : Asenath (Saison 1, Épisode 5 "Great Bible Adventures: Seven Rich Years and Seven Lean")
- 1966 : The Road West (en), de Paul Stanley (série télévisée) : Rachel Adams (Saison 1, Épisode 11 "To Light a Candle")
- 1967 : L'Évasion la plus longue (The Longest Hundred Miles), de Don Weis (TV) : Laura Huntington
- 1976 : Les Origines de la mafia (Alle origini della mafia) (feuilleton TV) : Rosa Mastrangelo (Saison 1, Épisode 5 "Omertà")
- 1976 : On recherche la femme de Sundance (es) (Wanted: The Sundance Woman), de Lee Philips (TV) : Etta Place / Mme Sundance / Annie Martin / Bonnie Doris
- 1979 : Murder by Natural Causes (en), de Robert Day (TV) : Allison Sinclair
- 1980 : Rodeo Girl (TV), de Jackie Cooper : Sammy Garrett
- 1981 : Murder in Texas (en), de William Hale (TV) : Ann Kurth Hill
- 1982 : Wait Until Dark, de Barry Davis (TV) : Suzy Hendrix
- 1982 : Marian Rose White, de Robert Day (TV) : Nurse Bonnie MacNeil
- 1982 : The Shadow Riders (en), d'Andrew V. McLaglen (TV) : Kate Connery / Sœur Katherine
- 1983 : Travis McGee, d'Andrew V. McLaglen (TV) : Gretel Howard
- 1983 : Secrets of a Mother and Daughter (es), de Gabrielle Beaumont (TV) : Ava Pryce
- 1986 : The Legend of Texas (en), de Peter Levin (en) (TV) : Mme Dickinson
- 1988 : Dynastie 2 : Les Colby (The Colbys), de Don Medford (série télévisée) : Francesca « Franckie » Scott Colby Hamilton Langdon (44 épisodes)
- 1988 : ABC Afterschool Specials, de Gabrielle Beaumont (série télévisée) : la mère de Maggie (Saison 17, Épisode 3 "Tattle: When to Tell on a Friend")
- 1991 : Conagher, de Reynaldo Villalobos (en) (TV) : Evie Teale
- 2004 : Capital City, de Spenser Hill (TV) :…
- 2007 : Alyssa et les Dauphins (Eye of the Dolphin), de Michael D. Sellers (TV) : Lucy

## Distinctions
Les informations ci-après sont extraites de l’Internet Movie Database.

### Nominations
British Academy Film Awards
- 1969 : BAFTA Awards du meilleur nouveau venu dans un rôle principal pour Le Lauréat

Golden Globes
- 1968 : Golden Globes de la révélation féminine de l'année pour Le Lauréat

Laurel Awards
- 1970 : Golden Laurel actrice 11e place
- 1971 : Golden Laurel actrice 5e place

Oscar du cinéma
- 1968 : Oscar de la meilleure actrice dans un second rôle pour Le Lauréat

### Récompenses
Académie des films de science-fiction, fantastique et horreur
- 1979 : Saturn Award de la meilleure actrice pour Les Femmes de Stepford

British Academy Film Awards
- 1971 : BAFTA Awards de la meilleure actrice pour les films Butch Cassidy et le Kid et Willie Boy

Golden Boot Awards
- 1990 : Golden Boot

Golden Globes
- 1968 : Golden Globes de la révélation féminine de l'année pour Le Diable à trois[Note 1]
- 1977 : Golden Globes de la meilleure actrice dans un second rôle pour Le Voyage des damnés

Laurel Awards
- 1995 : Golden Laurel de la meilleure actrice dans un second rôle pour Le Lauréat

Bronze Wrangler (en)
- 1992 : Wrangler de bronze du meilleur téléfilm pour Conagher